# Raombana

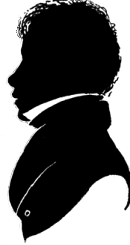
Silhouettekening van Raombana

Raombana (1809-1855) was de eerste Malagassische historicus en diende samen met zijn tweelingbroer Rahaniraka als secretaris voor Koningin Ranavalona I van Madagaskar.

## Biografie
Raombana en Rahaniraka hadden hun onderwijs gekregen in Groot-Brittannië, waar ze met zeven andere jeugdige andriana (de Malagassische kaste van edelen) door Koning Radama I op jonge leeftijd naartoe waren gestuurd. Hier werden ze onder leiding van het Londens Zendingsgenootschap (London Missionary School) op diverse Britse scholen onderwezen. Raombana en Rahaniraka kwamen in 1829 terug naar Madagaskar om er aan het hof als secretaris te dienen.
Raombana schreef historische verslagen over het Koninkrijk Imerina en hield een gedetailleerd verslag bij van de gebeurtenissen aan het hof. Door zijn Europese onderwijs had hij een kritische blik op de manier waarop de Merina-monarchen hun beleid voerden. Maar hij was ook trots op zijn Merina-achtergrond en bleef ondanks alles een groot respect voor Ranavalona houden. Omdat Raombana wist dat hij met zijn kritische aantekeningen in problemen zou kunnen komen schreef hij het grootste deel van zijn werken in de Engelse taal. Dankzij zijn historische verslagen, die later in twee werken werden gebundeld, is een groot deel van de Malagassische overleveringen op schrift gesteld.

## Werken
- Histories
- Annals